# Zygmunt Maszczyk
Zygmunt Maszczyk (* 3. května 1945, Siemianowice Śląskie) je bývalý polský fotbalista, záložník. V roce 1975 byl vyhlášen polským fotbalistou roku.

## Fotbalová kariéra
Hrál v polské nejvyšší soutěži za Ruch Chorzów, se kterým získal v letech 1968, 1974 a 1975 mistrovský titul a v roce 1974 i polský pohár. Dále hrál ve Francii za Valenciennes FC. V Poháru mistrů evropských zemí nastoupil v 9 utkáních a dal 1 gól a v Poháru UEFA nastoupil v 16 utkáních a dal 3 góly. Za reprezentaci Polska nastoupil v letech 1968–1976 ve 36 utkáních. Byl členem polské reprezentace na Mistrovství světa ve fotbale 1974, kde Polsko získalo bronzové medaile za 3. místo, nastoupil ve všech 7 utkáních.  V roce 1972 byl členem vítězného polského týmu na olympiádě 1972, nastoupil v 6 utkáních. V roce 1976 byl členem stříbrného polského týmu na olympiádě 1976, nastoupil v 5 utkáních

## Ligová bilance
| Ročník                | Zápasy | Góly | Klub            |
| --------------------- | ------ | ---- | --------------- |
| Ekstraklasa 1963/64   | 13     | 3    | Ruch Chorzów    |
| Ekstraklasa 1964/65   | 23     | 4    | Ruch Chorzów    |
| Ekstraklasa 1965/66   | 19     | 1    | Ruch Chorzów    |
| Ekstraklasa 1966/67   | 24     | 3    | Ruch Chorzów    |
| Ekstraklasa 1967/68   | 26     | 3    | Ruch Chorzów    |
| Ekstraklasa 1968/69   | 25     | 6    | Ruch Chorzów    |
| Ekstraklasa 1969/70   | 21     | 3    | Ruch Chorzów    |
| Ekstraklasa 1970/71   | 26     | 6    | Ruch Chorzów    |
| Ekstraklasa 1971/72   | 28     | 9    | Ruch Chorzów    |
| Ekstraklasa 1972/73   | 24     | 1    | Ruch Chorzów    |
| Ekstraklasa 1973/74   | 29     | 3    | Ruch Chorzów    |
| Ekstraklasa 1974/75   | 24     | 1    | Ruch Chorzów    |
| Ekstraklasa 1975/76   | 28     | 0    | Ruch Chorzów    |
| Ekstraklasa 1976/77   | 3      | 1    | Ruch Chorzów    |
| Ligue 1 1977/78       | 36     | 4    | Valenciennes FC |
| CELKEM 1. polská liga | 346    | 45   |                 |